# Kastell Orăștioara de Sus

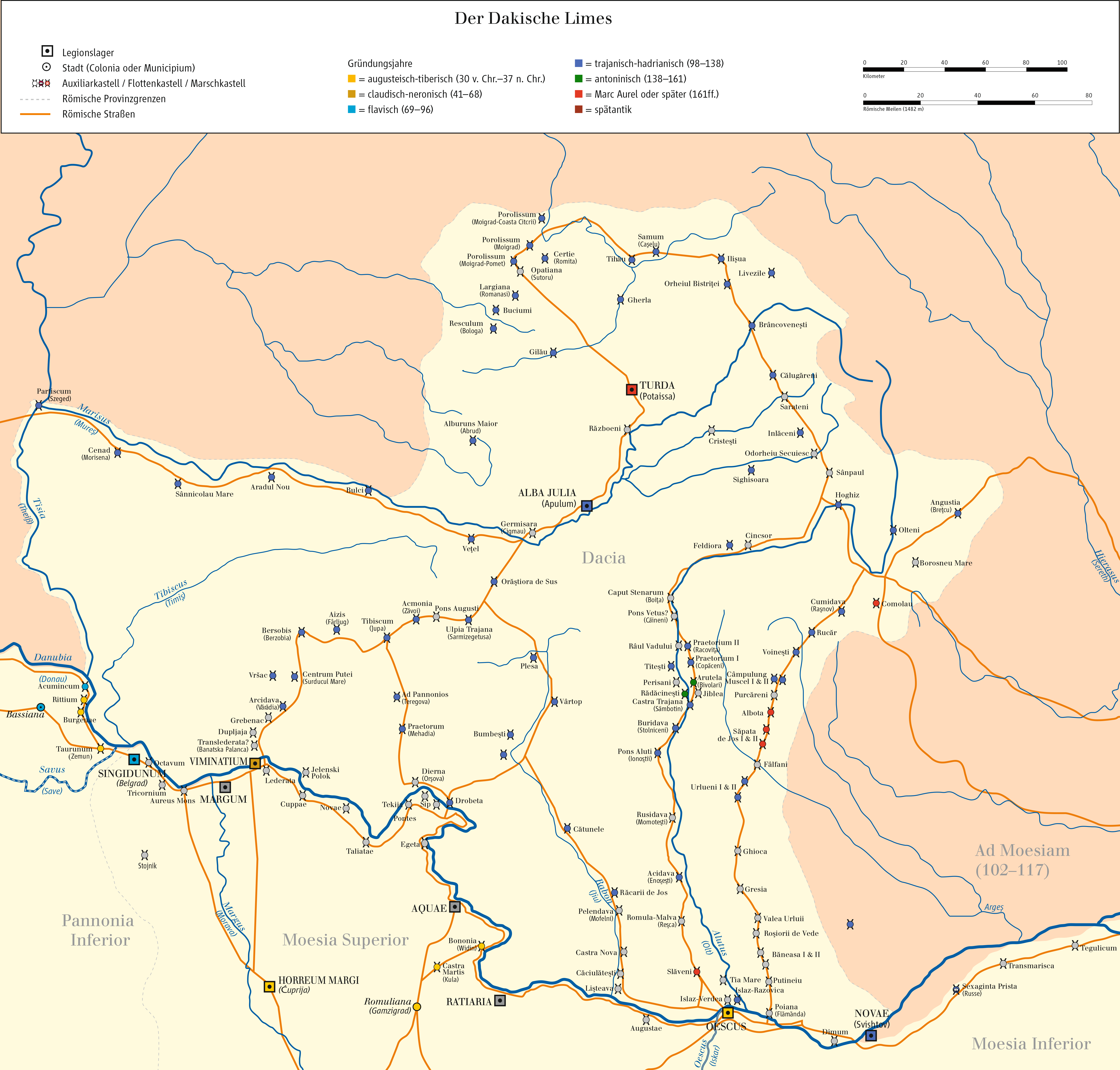
Kastell Orăștioara de Sus im Verlauf der dakischen Limites

Das Kastell Orăștioara de Sus (auch Kastell Bucium oder Kastell Orăștioara de Jos) war ein römisches Hilfstruppenlager auf dem Gebiet des Dorfes Bucium, das zur Gemeinde Orăștioara de Sus im Kreis Hunedoara in der rumänischen Region Siebenbürgen gehört. In antiker Zeit war es ein Binnenkastell des Dakischen Limes und gehörte administrativ zur Provinz Dacia superior, später zur Dacia Apulensis. Der Name Bucium kann leicht zu einer Verwechslung mit dem ähnlich klingenden Kastell Buciumi führen.

## Lage
Das heutige Bodendenkmal liegt nördlich außerhalb der modernen Ortschaft Orăștioara de Sus, westlich des Dorfes Bucium und gut drei Kilometer südlich des Dorfes Orăștioara de Jos in einer Piatra Grădiștii genannten Flur am westlichen Ufer des Baches Apa Orașului. Topographisch befindet es sich östlich unterhalb einer bewaldeten, von Norden nach Süden verlaufenden Hügelkette auf der Terrasse des genannten Baches. Durch dessen Hochwasser sind die östlichen Bereiche des Kastells weggeschwemmt worden. Die erhaltenen Reste bestehen aus der nordwestlichen Ecke des Lagers sowie aus Teilen seiner Nord- und seiner Westflanke, sie sind als Verformungen im Gelände wahrnehmbar.

## Archäologie
Das Befundgebiet ist erstmals 1851 von Ferdinand Neigebaur und später von Carl Gooß dokumentiert worden. Archäologische Ausgrabungen wurden unter anderem in den 1950er Jahren von Nicolae Gostar sowie in den 1960er Jahren von Hadrian Daicoviciu und Ion Glodariu durchgeführt.
Im Rahmen der bisherigen archäologischen Untersuchungen konnten zwei Bauphasen des Kastells differenziert werden, ein Holz-Erde-Lager und ein Steinkastell. Der Grundriss und die Fläche des Holz-Erde-Lagers von vermutlich rechteckigem Umfang sind unbestimmt. Die Umwehrung bestand aus einem 13 m breiten und 1,25 m hohen Wall, vor dem ein acht Meter breiter und anderthalb Meter tiefer Graben verlief. Das Holz-Erde-Lager wurde vermutlich bereits in der frühen Okkupationszeit errichtet. Das nachfolgende Steinkastell entstammt der hadrianischen Zeit und besaß einen rechteckigen Grundriss mit abgerundeten Ecken. Seine Abmessungen sind aufgrund der Überschwemmungszerstörungen nicht gesichert, sie belaufen sich vermutlich auf 153 m mal 181,90 m. Es war mit seinen Seiten in die vier Himmelsrichtungen ausgerichtet. Die Mauer hatte eine Mächtigkeit von 1,50 m und war an den Ecken mit Türmen versehen. Mauer und Türme waren in der Technik des Opus incertum konstruiert, an der Westseite befand sich ein Torbau mit einem einfachen Durchlass.
Von besonderem Interesse ist die Belegung der Garnison. Die Anlage des Holz-Erde-Lagers dürfte wohl von einer Vexillatio der Legio XIII Gemina ausgeführt worden sein, die in der frühen Zeit des Kastells auch dessen Stammbesatzung gestellt haben wird. In diesem Kontext könnte auch der Fund einer Inschrift Pedatura cohortis III stehen. Später ist ein Numerus Germanicianorum exploratorum bezeugt, dessen Angehörige wohl aus dem Rheinland stammten. Darauf weist der Weihestein des Iulius Secundus, eines Kundschafters, der ursprünglich im Gebiet der CCAA beheimatet war. Der Numerus war möglicherweise der Legio V Macedonica unterstellt, wofür die Inschrift eines um 176/177 der Diana geweihten Altars sprechen könnte. Stifter des Altars war Marcus Verius Superstes, der sowohl Centurio der Legio V Macedonica als auch Praepositus des Numerus war. Warum Exploratores, also auf Spähaufklärung spezialisierte Kundschafter, inmitten des dakischen Kernlandes statt an den Grenzen eingesetzt worden sind, kann derzeit noch nicht geklärt werden.

## Fundverbleib und Denkmalschutz
Die Aufbewahrung und Präsentation der Funde erfolgt im Museum der dakischen und römischen Zivilisation (Muzeul Civilizației Dacice și Romane) in Deva.
Die gesamte archäologische Stätte steht nach dem 2001 verabschiedeten Gesetz Nr. 422/2001 als historisches Denkmal unter Schutz und ist mit dem LMI-Code HD-I-s-B-03203 in der nationalen Liste der historischen Monumente (Lista Monumentelor Istorice) eingetragen. Sein RAN-Code lautet 90360.03. Zuständig sind das Ministerium für Kultur und nationales Erbe (Ministerul Culturii și Patrimoniului Național), insbesondere das Generaldirektorat für nationales Kulturerbe, die Abteilung für bildende Kunst sowie die Nationale Kommission für historische Denkmäler sowie weitere, dem Ministerium untergeordnete Institutionen. Ungenehmigte Ausgrabungen sowie die Ausfuhr von antiken Gegenständen sind in Rumänien verboten.